# Héctor Murguía Lardizábal
Héctor Agustín Murguía Lardizábal (Ciudad Juárez, Chihuahua; 13 de marzo de 1953-El Paso, Texas; 7 de enero de 2024) popularmente conocido por el hipocorístico «Teto Murguía», fue un político y empresario mexicano, anteriormente miembro del Partido Revolucionario Institucional (PRI) y posteriormente del Partido del Trabajo (PT). Fue senador, diputado federal y en dos ocasiones presidente municipal de Ciudad Juárez, de 2004 a 2007 y de 2010 a 2013.
Fue el primer político del estado de Chihuahua y del norte de México, que fue entrevistado por youtubers famosos sobre temas políticos y sociales.
Destacando entrevistas con el youtuber de nombre Gusgri y el influencer Camilo Ochoa.

## Biografía
Fue ingeniero químico administrador egresado del Instituto Tecnológico y de Estudios Superiores de Monterrey (ITESM), tenía un posgrado en Arts in Journalism y estudios de la maestría Alta Dirección en el Instituto Panamericano de Alta Dirección de Empresa (IPADE). Fue catedrático en el Instituto de Ingeniería y Arquitectura de la Universidad Autónoma de Ciudad Juárez (UACJ). Fue hermano de los también políticos, Luis Murguía Lardizábal y Daniel Murguía Lardizábal.
Paralelamente a su carrera política, tuvo una amplia carrera empresarial, siendo miembro y consejero de la Cámara Nacional de Comercio (CANACO) y la Cámara Nacional de la Industria de la Transformación (CANACINTRA) en Chihuahua. Entre 1976 y 2009, ocupó los siguientes cargos en empresas de su propiedad o de las que es accionista: gerente general de la Panificadora Industrial Fronteriza, S.A. de C.V.; de Química Industrial Fronteriza, S.A. de C.V.; de Maderería del Norte, S.A.; director general, presidente del consejo de administración y socio de Química Industrial Fronteriza, S.A. de C.V.; presidente del Consejo de Administración y Accionista de Promotora de Bienes y Servicios Delta, S.A. de C.V.; de Grupo Inmobiliario Internacional de América, S.A. de C.V.; de Dekoro Internacional, S.A. de C.V.; de Delta Trinacional, S.A. de C.V.; de La Cité Internacional, S.A. de C.V.; y, del grupo Delta Dos Mil, S.A. de C.V.
En 1981 ingresó al PRI como auxiliar y luego fue delegado en el municipio de Praxedis G. Guerrero, y en 1982 fue auxiliar del delegado de la Federación Estatal de Organizaciones Populares. En 1984 fue subdirector regional de la coordinación general del Centro de Estudios Políticos Económicos y Sociales del PRI para los municipios de Juárez y Guadalupe y en 1985 fue tesorero de la Asociación Nacional Revolucionaria General Leandro Valle en la delegación del municipio de Juárez. 
En 1991 fue responsable del Programa Compromiso Político del comité municipal del PRI, y en 1992 fue integrante y en 1993 presidente del Comité de Finanzas del mismo comité municipal del PRI en Ciudad Juárez, en 1994 fue consejero político municipal y nacional, además de coordinador de las Células Empresariales. Ese mismo año de 1994 fue postulado y elegido como senador por Chihuahua para el periodo de dicho año a 2000 en segunda fórmula, siendo candidata en la primera Martha Lara Alatorre. Resultaron triunfadores en la elección constitucional de aque, venciendo a la fórmula que postulada por el PAN encabezaba Luis H. Álvarez. y ejercieron como senadores para las Legislaturas LVI y LVII. Durante su desempeño en el Senado de la República, fue secretario de las comisiones de Asuntos Fronterizos; y, de Desarrollo de la Pequeña y Mediana Empresa; así integrante de las comisiones de Comercio; de Defensa Nacional; de Fomento Industrial; de Hacienda y Crédito Público; de Instituciones de Crédito; de Relaciones Exteriores - 1.ª Sección (Europa y Asia); de Turismo; de Desarrollo Social; y, de Estudios Legislativos, 2.ª Sección.
En varias ocasiones se le mencionó como posible aspirante a la candidatura a Presidente Municipal de Ciudad Juárez, pero sería hasta 2004 cuando fue postulado candidato del PRI en las elecciones de ese año y en las que logró el triunfo sobre el candidato del PAN, Cruz Pérez Cuéllar, convirtiéndose así en el primer candidato del PRI en triunfar en Ciudad Juárez en 12 años. Asumió la presidencia municipal para el periodo del 10 de octubre de 2004 al 9 de octubre de 2007.
Al término de dicho cargo en 2009, fue postulado como candidato del PRI a diputado federal por el Distrito 2 de Chihuahua. Resultó elegido para el cargo en la LXI Legislatura de dicho año a 2012. En la Cámara de Diputados fue secretario de la comisión de Población, Fronteras y Asuntos Migratorios; e integrante de la comisión de Relaciones Exteriores. El 15 de diciembre de 2009 solicitó licencia como diputado federal para buscar la candidatura de su partido a gobernador de Chihuahua, que finalmente no obtuvo al ser postulado César Duarte Jáquez el 7 de enero de 2010, ante lo cual se reintegró a su cargo de diputado federal. 
El 10 de marzo, fue postulado como precandidato de unidad del PRI a la presidencia municipal de Ciudad Juárez. En las elecciones de 2007 resultó por triunfador y fue elegido por segunda ocasión presidente municipal. Ejerció su segundo periodo como presidente municipal entre el 10 de octubre de 2010 y el 9 de octubre de 2013, correspondiéndole la última fase de la violencia en Ciudad Juárez a causa de la Guerra contra el narcotráfico en México.
Tras este cargo, se dedicó a sus actividades empresariales, pero el 22 de junio de 2015 el gobernador César Duarte Jáquez lo nombró coordinador general de Políticas Públicas de su gobierno, y el 30 de noviembre del mismo año como su representante en la Conferencia Nacional de Gobernadores (CONAGO). Sin embargo, apenas cinco días después, el 4 de diciembre renunció al cargo para buscar la candidatura del PRI a la gubernatura de Chihuahua en las elecciones de 2016, junto con otros varios funcionarios interesados en el mismo cargo, tras lo que se consideró el rompimiento de un pacto inicial por la candidatura. No logró la candidatura a la gubernatura, pues el 23 de diciembre siguiente el PRI postuló al cargo a Enrique Serrano Escobar, pero al mismo tiempo se anunció la postulación de Murguía por tercera ocasión como candidato a la presidente municipal de Ciudad Juárez.
En las elecciones de 2016 no logró el triunfo, que correspondió al candidato independiente al cargo Armando Cabada Alvídrez, quien fue presidente municipal de 2016 a 2021. Tras ello, se dedicó nuevamente a sus actividades empresariales, aunque permaneciendo activo en política de forma intermitente. El 23 de noviembre de 2023 anunció su renuncia al PRI tras más de cincuenta años de militancia y su incorporación al Partido del Trabajo.
Murguía falleció el 7 de enero de 2024 a los 70 años de edad en El Paso, Texas, a causa de un infarto cardíaco, tras regresar de un viaje de la ciudad de Ruidoso con su hija y nieta.